# Invisibile (miniserie televisiva)
Invisibile è una miniserie tv spagnola prodotta da Aralán Films e Morena Films per Disney +, basata sull'omonimo romanzo di Eloy Moreno e incentrata sui danni che possono essere provocati dal bullismo nelle scuole e sullo stress post-traumatico. È interpretata da Eric Seijo, Aura Garrido, Miki Esparbé, Diego Montejo, Liv Dobner e Izan Fernández.

## Trama
Capi è un ragazzo di dodici anni con una vita normale e una fertile immaginazione. Vittima di un terribile incidente in seguito ad alcuni episodi di bullismo a scuola, è ricoverato in ospedale a causa delle ferite ed è affetto da stress post-traumatico che gli causa attacchi di panico.
Nessuno sembra avere più informazioni: né gli insegnanti né i suoi amici, né la sua famiglia possono spiegare cosa è successo. Convinto di poter diventare invisibile, il ragazzo vede ovunque attorno a sé mostri che lo minacciano.